# Centre de Fauna del Pont de Suert
El Centre de Fauna del Pont de Suert és un centre de recuperació dedicat especialment al manteniment en captivitat d'exemplars de les espècies visó europeu (Mustela lutreola), llúdriga euroasiàtica (Lutra lutra) i tritó del Montseny (Calotriton arnoldi). Té com a missió la recerca i cria en captivitat d'espècies que estan protegides i, alguna, en perill d'extinció, com també la reproducció i recuperació d'individus ferits o malalts. El centre ofereix visites guiades i gratuïtes, didàctiques i adaptades a tot tipus de públic, a càrrec dels seus educadors.
Situat al municipi del Pont de Suert, a la comarca de l'Alta Ribagorça, es va crear l'any 1995 sota l'eix del Pla de Conservació de la Llúdriga a Catalunya.